# جوزيف هاردي
جوزيف هاردي (بالإنجليزية: Joseph Hardy)‏ هو مخرج أمريكي، ولد في 8 مارس 1929 في كارلسباد في الولايات المتحدة.

## وصلات خارجية
- جوزيف هاردي على موقع IMDb (الإنجليزية)
- جوزيف هاردي على موقع ألو سيني (الفرنسية)
- جوزيف هاردي على موقع أول موفي (الإنجليزية)
- جوزيف هاردي على موقع قاعدة بيانات برودواي على الإنترنت (الإنجليزية)
- جوزيف هاردي على موقع قاعدة بيانات الأفلام السويدية (السويدية)
- جوزيف هاردي على موقع قاعدة بيانات الفيلم (الإنجليزية)
- جوزيف هاردي على موقع كينوبويسك (الروسية)